# Shade Weygandt
Shade Weygandt (ur. 24 stycznia 1991) – amerykańska lekkoatletka, tyczkarka.

## Osiągnięcia
| Rok  | Impreza                              | Miejsce       | Pozycja    | Wynik |
| ---- | ------------------------------------ | ------------- | ---------- | ----- |
| 2009 | Mistrzostwa panamerykańskie juniorów | Port-of-Spain | 2. miejsce | 4,25  |
| 2010 | Mistrzostwa świata juniorów          | Moncton       | 7. miejsce | 3,95  |

Złota medalistka mistrzostw USA w kategorii juniorek (2010).

## Rekordy życiowe
- skok o tyczce (stadion) – 4,50 (2012)
- skok o tyczce (hala) – 4,40 (2011)